# André Leducq
André Leducq (27. februar 1904 – 18. juni 1980), var en fransk cykelrytter, som vandt Tour de France i 1930 og 1932.
Leducq blev født i Sant-Ouen. To gange blev han verdensmester i amatørkategorien, før han i 1927 blev professionel. Det følgende år vandt han Paris-Roubaix og blev nr. 2 i Touren i et løb, hvor han også på grund af sit gode humør og humoristiske sans formåede at gøre sig til en populær skikkelse. Blandt hans store sejre skal også tælles de to nævnte Tour de France-sejre (han deltog i alt 9 gange og vandt 25 etapesejre) og sejren i Paris-Tours i 1931.
Efter karrierens afslutning grundlagde han et professionelt cykelhold, som kørte i 1950'erne.